# Live at L'Olympia
Live at L'Olympia uživo je album američkog glazbenika Jeffa Buckleya, koji izlazi u srpnju 2001.g. Materijal na albumu izveden je u koncertnoj dvorani "Paris Olympia" 1995., za koji je Buckley vjerovao da je njegova najbolja izvedba.

## Popis pjesama
1. "Lover, You Should've Come Over" (Jeff Buckley) – 7:47
2. "Dream Brother" (Buckley, Mick Grondahl, Matt Johnson) – 8:00
3. "Eternal Life" (Buckley) – 5:06
4. "Kick Out the Jams" (Michael Davis, Wayne Kramer, Fred "Sonic" Smith, Dennis Thompson, Rob Tyner) – 3:06
5. "Lilac Wine" (Jack Shelton) – 5:39
6. "Grace" (Buckley, Gary Lucas) – 6:08
7. "That's All I Ask" (Horace Ott) – 5:18
8. "Kashmir" (John Bonham, John Paul Jones, Jimmy Page, Robert Plant) – 1:34
9. "Je N'en Connais Pas la Fin" (Raymond Asso, Marguerite Monnot) – 6:25
10. "Hallelujah" (Leonard Cohen) – 9:35
11. "What Will You Say" (obradio Alim Qasimov) (Buckley) – 7:49

## Vanjske poveznice
- discogs.com - Jeff Buckley - Live A l'Olympia